# Клаус, Георг
Георг Клаус (нем. Georg Klaus; 28 декабря 1912, Нюрнберг — 29 июля 1974, Берлин, ГДР) — немецкий учёный-философ, кибернетик и шахматист. Член Академии наук ГДР (1961).

## Биография
Георг Клаус учился в Университете Эрлангена — Нюрнберга. Состоял в Коммунистической (КПГ), а затем в Социалистической единой (СЕПГ) партиях Германии.
Из-за своей политической деятельности был арестован в 1933 году и осуждён за государственную измену. Провёл два года в Нюрнбергской тюрьме, затем три года (до 1939 года) в концентрационном лагере Дахау. Был призван в вермахт в 1942 году, участник Второй мировой войны. Награждён Железным крестом 2-го класса.
Степень доктора наук в педагогике (1948) и хабилитация в философии (1950) Йенского университета. С 1950 года — профессор Йенского университета, с 1953 года — профессор Берлинского университета имени Гумбольдта. В 1959—1969 годах — директор Института философии Академии наук ГДР.
Дважды лауреат Национальной премии ГДР (1959, 1964).

## Воззрения
В области логической науки известен в связи с выходом его книги «Введение в формальную логику» (1959 год), где утверждал, что «дальнейшее развитие диалектики как науки не только не делает излишним дальнейшее развитие формальной логики, особенно той части её, которая занимается логическими исчислениями, но наоборот предполагает это развитие». Он сделал попытку включить основные элементарные положения математической логики в курс общей логики.

## Некоторые труды

### Труды, опубликованные в русском переводе
- Введение в формальную логику, М.: Издательство иностранной литературы, 1960
- Иезуиты, бог, материя, М., 1961
- Кибернетика и философия (нем. Kybernetik in philosophischer Sicht), М.: Издательство иностранной литературы, 1963
- Кибернетика и общество, М.: Прогресс, 1967
- Сила слова. Гносеологический и прагматический анализ языка. М.: Прогресс, 1967. — 216 с.

## Хобби
Клаус был сильным шахматистом. Он состоял в нюрнбергском шахматном клубе «Noris» (сейчас «Arbeiterschachklub Nürnberg»). В 1942 г. Клаус стал серебряным призером чемпионата Германии.
В 1953—1954 гг. Клаус занимал пост президента Шахматной федерации ГДР.

### Спортивные результаты
| Год  | Город         | Соревнование                            | + | − | = | Результат | Место |
| ---- | ------------- | --------------------------------------- | - | - | - | --------- | ----- |
| 1933 |               | Чемпионат Франконии                     |   |   |   |           | 1     |
| 1942 | Регенсбург    | Чемпионат Южной Германии                |   |   |   |           | 2     |
|      | Бад-Эйнхаузен | Чемпионат Германии                      | 6 | 3 | 4 | 8 из 13   | 2—3   |
| 1943 | Крыница       | Турнир Польского генерал-губернаторства | 4 | 4 | 1 | 4½ из 9   | 4     |